# Black Night
"Black Night" is een nummer van de Britse band Deep Purple. Het nummer werd niet uitgebracht op een album, maar kwam op 5 juni 1970 uit als single.

## Achtergrond
"Black Night" is geschreven en geproduceerd door de gehele band. Nadat de band het album In Rock had voltooid, vroeg platenmaatschappij EMI Records om een geschikte single uit te brengen ter promotie van het album. Aangezien er geen single op het album te vinden was, werd een nieuw nummer opgenomen. Bassist Roger Glover vertelde dat een rockarrangement van "Summertime" door Ricky Nelson uit 1962 de basis was voor "Black Night". Daarnaast kent het ook invloeden uit het psychedelische nummer "(We Ain't Got) Nothin' Yet" van de Blues Magoos. Toetsenist Jon Lord bevestigde de uitspraak van Glover in de BBC-documentaire Heavy Metal Brittania, waarin hij vertelde dat ""Black Night" was gejat van de baslijn in "Summertime" van Ricky Nelson".
"Black Night" verscheen oorspronkelijk niet op een album, maar werd in 1995 wel uitgebracht op de heruitgave ter gelegenheid van de 25e verjaardag van In Rock. Het nummer werd de grootste hit van de band in thuisland het Verenigd Koninkrijk, waar de single piekte op de 2e positie in de UK Singles Chart. In Ierland was het de enige top 10-hit van de band met een 4e positie. 
In Nederland kwam de plaat respectievelijk tot de 8e en 11e positie in de Hilversum 3 Top 30 en de Nederlandse Top 40.
In Belgë bereikte de plaat de 6e positie in zowel de voorloper van de Vlaamse Ultratop 50 als de Vlaamse Radio 2 Top 30. In Wallonië werd de nummer 1-positie bereikt.
Het nummer werd tijdens liveoptredens gespeeld als toegift. Nadat Roger Glover en zanger Ian Gillan in 1973 de band verlieten werd het niet meer volledig live gespeeld, maar werden wel delen van het nummer gespeeld tijdens de improvisaties van gitarist Ritchie Blackmore. Toen de band in 1984 weer bij elkaar kwam, werd de volledige versie van het nummer weer gespeeld.
"Black Night" is gecoverd door onder meer Bad Manners, Blackmore's Night (met Ritchie Blackmore), Deicide, Bruce Dickinson, The Fall, Metallica, Vic Reeves en Pat Travers. Daarnaast wordt de gitaarriff gebruikt aan het eind van het nummer "Get Thee in My Behind, Satan" van TISM. Tevens is het nummer gebruikt aan het begin van de Franse film Les Lyonnais uit 2011.

## Hitnoteringen

### Nederlandse Top 40
| Hitnotering: 17-10-1970 t/m 09-01-1971 | Hitnotering: 17-10-1970 t/m 09-01-1971 | Hitnotering: 17-10-1970 t/m 09-01-1971 | Hitnotering: 17-10-1970 t/m 09-01-1971 | Hitnotering: 17-10-1970 t/m 09-01-1971 | Hitnotering: 17-10-1970 t/m 09-01-1971 | Hitnotering: 17-10-1970 t/m 09-01-1971 | Hitnotering: 17-10-1970 t/m 09-01-1971 | Hitnotering: 17-10-1970 t/m 09-01-1971 | Hitnotering: 17-10-1970 t/m 09-01-1971 | Hitnotering: 17-10-1970 t/m 09-01-1971 | Hitnotering: 17-10-1970 t/m 09-01-1971 | Hitnotering: 17-10-1970 t/m 09-01-1971 | Hitnotering: 17-10-1970 t/m 09-01-1971 | Hitnotering: 17-10-1970 t/m 09-01-1971 |
| Week                                   | 1                                      | 2                                      | 3                                      | 4                                      | 5                                      | 6                                      | 7                                      | 8                                      | 9                                      | 10                                     | 11                                     | 12                                     | 13                                     |                                        |
| -------------------------------------- | -------------------------------------- | -------------------------------------- | -------------------------------------- | -------------------------------------- | -------------------------------------- | -------------------------------------- | -------------------------------------- | -------------------------------------- | -------------------------------------- | -------------------------------------- | -------------------------------------- | -------------------------------------- | -------------------------------------- | -------------------------------------- |
| Positie                                | 37                                     | 29                                     | 20                                     | 16                                     | 11                                     | 11                                     | 14                                     | 20                                     | 24                                     | 29                                     | 29                                     | 35                                     | 38                                     | uit                                    |

### Hilversum 3 Top 30
| Hitnotering: 24-10-1970 t/m 19-12-1970 | Hitnotering: 24-10-1970 t/m 19-12-1970 | Hitnotering: 24-10-1970 t/m 19-12-1970 | Hitnotering: 24-10-1970 t/m 19-12-1970 | Hitnotering: 24-10-1970 t/m 19-12-1970 | Hitnotering: 24-10-1970 t/m 19-12-1970 | Hitnotering: 24-10-1970 t/m 19-12-1970 | Hitnotering: 24-10-1970 t/m 19-12-1970 | Hitnotering: 24-10-1970 t/m 19-12-1970 | Hitnotering: 24-10-1970 t/m 19-12-1970 | Hitnotering: 24-10-1970 t/m 19-12-1970 |
| Week                                   | 1                                      | 2                                      | 3                                      | 4                                      | 5                                      | 6                                      | 7                                      | 8                                      | 9                                      |                                        |
| -------------------------------------- | -------------------------------------- | -------------------------------------- | -------------------------------------- | -------------------------------------- | -------------------------------------- | -------------------------------------- | -------------------------------------- | -------------------------------------- | -------------------------------------- | -------------------------------------- |
| Positie                                | 29                                     | 21                                     | 13                                     | 8                                      | 8                                      | 10                                     | 20                                     | 21                                     | 24                                     | uit                                    |

### NPO Radio 2 Top 2000
| Nummer met noteringen in de NPO Radio 2 Top 2000 | '00 | '01 | '02 | '03 | '04 | '05 | '06 | '07 | '08 | '09 | '10 | '11 | '12 | '13 | '14 | '15  | '16  | '17  | '18  | '19  | '20  | '21  | '22  | '23  | '24  |
| ------------------------------------------------ | --- | --- | --- | --- | --- | --- | --- | --- | --- | --- | --- | --- | --- | --- | --- | ---- | ---- | ---- | ---- | ---- | ---- | ---- | ---- | ---- | ---- |
| Black Night                                      | 781 | -   | 552 | 407 | 643 | 724 | 752 | 860 | 691 | 775 | 743 | 894 | 614 | 735 | 992 | 1126 | 1385 | 1373 | 1380 | 1325 | 1522 | 1600 | 1608 | 1823 | 1831 |

1. ↑  Een '-' betekent dat het nummer niet was genoteerd en een vetgedrukt getal geeft de hoogste notering aan.
2. ↑  2000 was het eerste jaar met een notering voor dit nummer.